# Elfriede Rinkel
Elfriede Rinkel (Leipzig, 14 de julio de 1922-Willich, julio de 2018) fue una guardiana de campos de concentración (Aufseherin) alemana, destinada en el último año de la Segunda Guerra Mundial en el campo de concentración de Ravensbrück (desde junio de 1944 a mayo de 1945), siendo parte del personal que manejaba perros guardianes para vigilar y abusar de los prisioneros del campo. Es notoria por haber estado casada durante décadas con un judío estadounidense de origen alemán, cuya familia pereció en el Holocausto. Fue deportada en 2006 de Estados Unidos a Alemania, aunque nunca llegó a ser juzgada y falleció en una residencia de Willich, a las afueras de Düsseldorf, a los 96 años de edad.

## Biografía
No se sabe mucho de su infancia, salvo su fecha, lugar y nombre de nacimiento —Elfriede Lina Huth—, ni de su servicio anterior al campo de Ravensbrück, donde en los últimos meses de la guerra fueron asesinados miles de personas en las cámaras de gas. A finales de los años 1950 (se ha dado como fecha probable el 21 de septiembre de 1959) se mudó a San Francisco, California, para reunirse con su hermano, donde conoció en un club alemán a su futuro marido, Fred (Fritz) William Rinkel, un judío huido de Alemania poco antes de comenzar la guerra, cuya familia fue asesinada por los nazis. La pareja se casó en 1960; no tuvieron hijos. Fred Rinkel falleció en 2004, año en que comenzó una investigación del pasado de su viuda, probablemente después de que alguien la reconociera en el funeral o a raíz de trámites relacionados con el fallecimiento.
El 4 de octubre de 2004, Rinkel fue abordada por la Oficina de Investigaciones Especiales (OSI, entidad encargada hasta 2010 de investigar este tipo de crímenes en Estados Unidos bajo el Departamento de Justicia). La alemana admitió haber servido voluntariamente en Ravensbrück como guardiana en la unidad canina, ya que este puesto era más remunerativo que el de una vigilante regular. Sin embargo, declaró haber tenido siempre una conducta correcta durante su servicio y que nunca usó a los perros como arma ni se había afiliado al Partido Nazi. Rinkel nunca se naturalizó estadounidense a pesar de haber cumplido de sobra con los requisitos; se sospecha que el motivo era precisamente para evitar una investigación a fondo de su vida anterior.
El 1 de septiembre de 2006, dos años después de que comenzara su investigación, Rinkel fue deportada a Alemania en función de una ley federal que entró en vigor en junio de ese mismo año con respecto a personas procesadas por el Departamento de Seguridad Nacional del Servicio de Control de Inmigración y Aduanas por haber formado parte activa de las políticas de persecución nazi. Aunque las autoridades norteamericanas habían enviado a la Oficina Central para la Investigación de Delitos Nacionalsocialistas en Ludwigsburg material en meses anteriores, no hubo petición de extradición por parte del país germano, por lo que se recurrió a la deportación conforme la ley estadounidense vigente. Para agilizar el proceso, la fiscalía del estado de California llegó a un acuerdo con Rinkel, conforme el cual, a cambio de la retirada de los cargos contra ella en Estados Unidos, renunciaba a su Green Card voluntariamente y abandonaba el país de inmediato. Solo se informó a las autoridades alemanas de su situación estando ya en el avión camino a su país natal, para evitar objeciones de último momento.
La pasividad de la justicia alemana en este caso se habrá debido a la falta de pruebas que relacionaran a la exguardiana directamente con el asesinato de personas concretas o la ayuda activa a cometer tal asesinato (Beihilfe zum Mord en la legislación alemana), mientras que los demás crímenes de los que sí hubiera podido ser acusada ya habían prescrito (el único delito que nunca prescribe en Alemania es el asesinato). Con respecto esto último, en aquella época en Alemania aún no se procesaba a personal de los campos de concentración nazis solo por formar parte de estas unidades; por tanto, tras finalizar la investigación por la fiscalía de Mönchengladbach unos meses después de la llegada de Rinkel al país, la fiscalía de Colonia procedió al cierre permanente del caso. Cabe destacar que en 2011 hubo una modificación importante de la ley alemana, que permite considerar a cualquier miembro del personal de los campos de concentración y exterminio como responsable auxiliar de asesinato (cuando no directo, si existe prueba de ello), si bien para aquel entonces el caso de Rinkel ya había sido sellado, por lo que no llegó a enjuiciarse (a diferencia de otros exguardias nazis, también nonagenarios, que serían juzgados en años posteriores). Ni siquiera los intentos del Centro Simon Wiesenthal por conseguir pruebas del tipo que permitieran que Rinkel pudiera ser juzgada, resultaron fructíferos.

## Interrogantes y análisis

### Ravensbrück
En sus encuentros con la OSI, cuando fue preguntada sobre su papel en el campo de concentración, Rinkel insistió en que sus acciones nunca fueron abusivas, que no usaba a su perro como arma o instrumento de abuso contra los internos y que nunca se adhirió a la infrahumanización de la población judía del campo.
Sin embargo, expertos como Insa Eschebach, historiadora y directora del memorial de Ravensbrück, han rechazado esta posibilidad, ya que las vigilantes que manejaban a los perros (Hundeführerinen) —todas miembros de las SS-Totenkopfverbände— eran elegidas por su fanatismo, entre otras cosas. El terror experimentado por los internados en los campamentos ante la amenaza a ser atacados por perros era constante, y el uso de perros para cometer ataques crueles formaba parte de la formación de los miembros de esas unidades (ataques que en ocasiones resultaron en fatalidades). Según Eschebach, las mujeres encargadas de estas labores no solo que resultaron ser más crueles que sus colegas masculinos, sino que formaban camarillas, compartiendo en horas de descanso experiencias y hasta burlándose de las víctimas. Sería impensable por tanto una situación en la que una guardiana en esta posición nunca abusara de los reclusos, y, en todo caso, como mínimo formó parte de una unidad implicada en tortura y asesinatos.
La etnóloga francesa Germaine Tillion, superviviente del campo de Ravensbrück, describió la realidad de los trabajos forzados realizados por internas del campo bajo la vigilancia de las guardianas y sus perros: «Las empresas y corporaciones contratantes pagaban cuotas por contingentes de entre 500 y 1000 mujeres acompañadas de las guardianas, equipadas con porras y sus perros de ataque. Estas se encargaban de hacer trabajar hasta morir a las mujeres exhaustas y hambrientas. Cuando una moría, otra ocupaba su lugar sin coste adicional para el contratista. A través de un continuo abuso, que incluía palizas y ataques de los perros, las guardianas se aseguraban de que las internas agotaran hasta su última gota de fuerza antes de morir y ser reemplazadas por otras. En este ciclo hubo cero tolerancia a malgasto de material». Según Tillion no hubo ninguna vigilante que mostrara un ápice de piedad o que rechazara esta tarea, ya que se les pagaba por cabeza si se cumplían los plazos acordados. Se trataba por tanto de trabajo voluntario, en el que participaban todas, y no estaban allí estrictamente por cumplir órdenes como algunos han alegado para su defensa.

### Vida posterior
Debido a que Rinkel nunca fue juzgada, muchos datos relativos a su vida privada y al caso en general han quedado fuera del alcance del público. Su celo por su intimidad, como también la reticencia de la comunidad judía californiana a hacer declaraciones al respecto, han dejado dos cuestiones en debate: la duda por si su marido conocía los detalles de su servicio durante en nazismo, y su posible —según algunos, probable— percepción como judía por la comunidad.
Rinkel juró durante su interrogatorio en Estados Unidos que su marido nunca llegó a conocer su pasado nazi. Aunque podría parecer increíble que en una pareja casada más de cuatro décadas se pudiera guardar tal secreto, lo cierto que no sería fuera de lo común en supervivientes de Holocausto que apartaran su vida anterior de su vida familiar posterior, llevando años, a veces hasta su fallecimiento, sin compartir historias de su pasado con sus parejas y familiares, a menudo de manera recíproca (es decir, tampoco mostrando interés por hablar de los años de la guerra o anteriores de sus parejas y en general). Según las autoridades estadounidenses, no existe indicio de que Fred Rinkel conociera algo del pasado turbio de su mujer, sobre todo teniendo en cuenta su propia historia. En cuanto a la otra duda, es muy probable que miembros de la comunidad judía local la consideraran judía, pues —aparte de que para algunos hubiera sido impensable que un judío que había perdido a su familia en el Holocausto se casara con una alemana no judía al poco tiempo del fin de la guerra— Rinkel era una figura común en círculos judíos, además de voluntaria en organizaciones de importancia donde el personal suele ser siempre judío. Incluso la lápida compartida de la tumba doble donde está enterrado su marido (en el cementerio judío local), y donde se había reservado espacio para su entierro, está coronada con una estrella de David. Por otra parte, aunque en un principio se sospechaba que la alemana había disimulado ser judía incluso hacia su marido (al menos al comienzo de la relación), esta sospecha se disipó al revelarse que ambas familias estaban en contacto y que el propio viaje de luna de miel de la pareja recién casada en 1960 fue a Alemania, a visitar a la familia de la novia (que asegura que se mostraba como una familia alemana cualquiera).        
El caso de Elfriede Rinkel ha despertado el interés de historiadores e investigadores del Holocausto, pues es, en cierta medida, distinto a otros casos conocidos de exnazis que han disimulado su judaísmo o formado parte de una comunidad judía. En la mayoría de casos, el motivo original de tal acción tuvo un propósito, como el intento de burlar la justicia (que estaba al acecho de criminales nazis) o querer hacerse con ciertos beneficios (como en el caso de Ulrich Schnaft). Aunque en algunos de estos casos, dichas personas se convirtieran con el tiempo en miembros valiosos de la comunidad, creyendo genuinamente en su nueva identidad e incluso enamorándose de sus parejas y teniendo familias (aunque otros, por más familia que tuvieran, nunca abandonaron sus convicciones antijudías), en este caso se trata de una persona que en un momento seguía a una ideología racista, sirviendo voluntariamente en un campo de concentración, y pocos años después no tendría impedimento moral en enamorarse —sin motivación oculta— de una persona que pertenecía al grupo perseguido por dicha ideología. Para algunos, es un caso que da un enfoque más profundo a la dinámica de la banalidad del mal de Hannah Arendt. Es probable que Rinkel, durante sus 60 años de vida posterior a la guerra y más de 40 casada, estuviera convencida de que su vida anterior no tuviera nada que ver con su realidad actual.         

## Últimos años
Tras llegar a Alemania, Rinkel pasó unos años con unos familiares en una granja de Renania, y un par de años después se mudó a una residencia de gente mayor en Willich, Renania del Norte-Westfalia. Falleció en julio de 2018, nunca habiendo renunciado al apellido de su marido, grabado en su lápida (a la luz de los sucesos, su cuerpo nunca fue repatriado para ser enterrado en el cementerio judío de California).        